# Break My Heart
«Break My Heart» — песня британской певицы Дуа Липы, записанная для её второго студийного альбома Future Nostalgia. Она была выпущена в качестве третьего сингла с альбома 25 марта 2020 года. Авторами песни стали Дуа Липа, Александра Тампоси, Блэр Гормал и её продюсеры Эндрю Уотт и The Monsters and the Strangerz. В песне содержится семпл из песни «Need You Tonight» группы INXS, поэтому в авторских кредитах также указаны Майкл Хатченс и Эндрю Феррис.

## История
Изначально релиз песни должен был состояться 27 марта, однако из-за того, что альбом был слит в сеть раньше, певица перенесла на эту дату релиз пластинки, а новый сингл выпустила 25 марта 2020 года.

## Музыка
В музыкальном плане, «Break My Heart» это три минуты сорок одна секунда данс-попа и диско, вместе с ритмами европопа в «ретро-футуристическом» стиле. Трек включает басовые партии, хлопки в ладоши, ритм стаккато-баса и «вдохновляющий ретро-танцевальный ритм». Песня интерполирует мелодию из трека «Need You Tonight» группы INXS. Лирически, песня о неспособности противостоять искушению заниматься любовью.

## Музыкальное видео
Премьера сопровождающего музыкального видео песни состоялась на YouTube 26 марта 2020 года. Клип был снят режиссёром Генри Шольфилдом. Съёмки проходили в Софии (Болгария) в январе 2020 года, для чего потребовалось всего пять дней. В видео представлен набор «слайд-роликов в стиле 90-х годов».

## Чарты
| Чарт (2020)                                | Высшая позиция |
| ------------------------------------------ | -------------- |
| Австралия (ARIA)                           | 7              |
| Австрия (Ö3 Austria Top 40)                | 20             |
| Бельгия/Фландрия (Ultratip Bubbling Under) | 1              |
| Бельгия/Валлония (Ultratip Bubbling Under) | 7              |
| Бразилия (Top 100 Brasil)                  | 98             |
| Канада (Billboard Canadian Hot 100)        | 47             |
| Канада (Billboard CHR/Top 40)              | 38             |
| Croatia (HRT)                              | 15             |
| Чехия (Singles Digitál Top 100)            | 7              |
| Дания (Tracklisten)                        | 22             |
| Эстония (Eesti Tipp-40)                    | 6              |
| Финляндия (Suomen virallinen lista)        | 15             |
| Франция (SNEP)                             | 70             |
| Германия (GfK)                             | 26             |
| Греция (IFPI)                              | 7              |
| Венгрия (Single Top 40)                    | 27             |
| Венгрия (Stream Top 40)                    | 6              |
| Ирландия (IRMA)                            | 3              |
| Израиль (Media Forest)                     | 1              |
| Италия (FIMI)                              | 21             |
| Lithuania (AGATA)                          | 2              |
| Malaysia (RIM)                             | 18             |
| Mexico Airplay (Billboard)                 | 19             |
| Нидерланды (Dutch Top 40)                  | 14             |
| Нидерланды (Single Top 100)                | 22             |
| New Zealand (Recorded Music NZ)            | 12             |
| Норвегия (VG-lista)                        | 20             |
| Португалия (AFP)                           | 19             |
| Шотландия (OCC Scotland)                   | 15             |
| Singapore (RIAS)                           | 9              |
| Словакия (Singles Digitál Top 100)         | 7              |
| Spain (PROMUSICAE)                         | 22             |
| Швеция (Sverigetopplistan)                 | 21             |
| Швейцария (Schweizer Hitparade)            | 18             |
| Великобритания (OCC UK Singles)            | 6              |
| США (Billboard Hot 100)                    | 17             |
| США (Billboard Pop Airplay)                | 17             |
| США Rolling Stone Top 100                  | 11             |